# National Basketball League
A National Basketball League é o campeonato nacional de basquete da Austrália, contando com um time da Nova Zelândia e um de Singapura fundada em 1979.

## Times
| Time                 | Cidade                         | Estádio                                                            | Capacidade         |
| -------------------- | ------------------------------ | ------------------------------------------------------------------ | ------------------ |
| Adelaide 36ers       | Adelaide, Austrália Meridional | Titanium Security Arena                                            | 8.000              |
| Brisbane Bullets     | Brisbane, Queensland           | Brisbane Convention Center                                         | 5.000              |
| Cairns Taipans       | Cairns, Queensland             | Cairns Convention Centre                                           | 5.300              |
| Illawarra Hawks      | Wollongong, Nova Gales do Sul  | WIN Entertainment Centre                                           | 5.800              |
| Melbourne United     | Melbourne, Victoria            | Hisense Arena Margaret Court Arena State Netball and Hockey Centre | 10.500 7.500 3.500 |
| New Zealand Breakers | Auckland, Nova Zelândia        | Vector Arena North Shore Events Centre                             | 9.300 4,500        |
| Perth Wildcats       | Perth, Austrália Ocidental     | Perth Arena                                                        | 14.846             |
| Sydney Kings         | Sydney, Nova Gales do Sul      | Qudos Bank Arena                                                   | 18.200             |

Fonte: nbl.com.au